# Далас
Далас (нім. Dalaas) — містечко й громада округу Блуденц в землі Форарльберг, Австрія. Далас лежить на висоті 835 м над рівнем моря і займає площу 94,3 км². Громада налічує 1512 мешканців. Густота населення 16/км².  
Громада розкинулася в долині Клоштерталь.
Округ Блуденц лежить на півдні Форальбергу і межує зі Швейцарією. Місцеве населення, як і мешканці всього Форальбергу, розмовляє алеманським діалектом німецької мови, а тому ближче до швейцарців, ніж до населення більшої частини Австрії, яке розмовляє баварсько-австрійським діалектом. Основною індустрією Форальбергу є спортивний туризм, і кожен населений пункт має розвинуту інфраструктуру: транспорт, готелі тощо.     
|                                |
| Далас на мапі округу та землі. |

Адреса управління громади: NR. 140, 6752 Dalaas. 

## Демографія
Історична динаміка населення міста за даними сайту Statistik Austria